# Ennio Morricone
Ennio Morricone (Róma, 1928. november 10. – Róma, 2020. július 6.) Oscar-, Grammy- és többszörös David di Donatello-díjas olasz zeneszerző, karmester, hangszerelő és zenész, az egyetemes filmzene egyik legismertebb és egyik legnagyobb hatású alakja. Több mint 550 filmhez komponált kísérőzenét, melyek közül a spagettiwesternekhez írt dallamai a legkiemelkedőbbek.
A római Santa Cecilia konzervatóriumban végezte zenei tanulmányait és egyebek mellett trombitán tanult játszani. Először 1964-ben Sergio Leone kérte fel Egy maréknyi dollárért című alkotásához, hogy néhány betétdalnak készítse el a hangszerelését. Végül aztán Leone, felismerve Morricone tehetségét, az egész filmzenét rábízta. Stílusa rendkívül egyedi és újító, elsősorban azért, mert jórészt a hagyományostól eltérő hangszereket alkalmazott, mint például a harmonika, a harang, az elektromos gitár és számos primitív, roppant egyszerű hangszer, ugyanakkor előszeretettel alkalmazta a fütyülést is, mellyel különösen felhívta magára a figyelmet. Sorra kapta a megbízásokat, és bár elsősorban westernfilm-zeneszerzőként jegyezték meg nevét (leghíresebb filmzenéit kétségkívül Sergio Leone westernjeihez, például a Jó, a Rossz és a Csúf vagy a Volt egyszer egy Vadnyugat című filmklasszikusokhoz készítette), számos más műfajban is maradandót alkotott a vígjátéktól a romantikus filmeken át a horrorig.
Legimertebb filmzenéi: Egy maréknyi dollárért, Pár dollárral többért, A Jó, a Rossz és a Csúf, Volt egyszer egy Vadnyugat, Nevem: Senki, A profi, Volt egyszer egy Amerika, Polip, A misszió, Aki legyőzte Al Caponét, Az óceánjáró zongorista legendája, A lator, Aljas nyolcas.

## Élete

### Fiatalkora
Hatévesen kezdett el zenét komponálni. Édesapjától – aki trombitán játszott – tanult meg kottát írni. Akkoriban ismert zenéket bontott szét és saját szisztémája szerint összekapcsolva őket, kisebb darabokat alkotott. Egyszerű családból származik. Édesapja főként éjszakai bárokban lépett fel hangszerével. Megesett olykor, hogy a kis Morricone fiatal kora ellenére helyettesítette apját éjszakánként. A Santa Cecilia Konzervatóriumban trombitaművészként 1946-ban végzett. Iskolai évei során kissé kilógott a sorból, mivel trombitaszakos hallgatóként zeneszerzőnek készült, és ezt a szándékát nem nézték jó szemmel a tanárai. A nappali tanulás és az éjszakai zenélés mellett Morriconét könnyűzenei hangszereléshez is felkérték, ezt azonban eleinte titkolta szülei előtt. Amikor azonban már számos sláger került ki kezei alól, kiderült a dolog, és ekkor Morricone egy ideig híresebb hangszerelő volt, mint zeneszerző. 1947-ben már mint színházi zeneszerzőt alkalmazták. Végül zeneszerzői végzettséget is szerzett Goffredo Petrassi irányítása alatt, 1954-ben. 1958-ban munkát kapott Olaszország állami televíziójánál, a RAI-nál, de egy nap után kilépett. Filmzenei karrierje az 1961-es Il Federale című filmmel kezdődött, de az igazi ismertséget Sergio Leonéval való munkája hozza meg. A filmrendezőnek felhívták a figyelmét, hogy készülő westernjéhez, az Egy maréknyi dollárért című filmhez zeneszerzőnek vegye számításba a tehetséges Morriconét is. Leone meghallgatott pár zenét tőle, de erősen tiltakozott ellene. Viszont Morricone nem hagyta annyiban a dolgot és megmutatott egy számot, amit Peter Tevisszel rögzített (az Un pugno di… West című albumról) és ő hangszerelte, Leone rögvest meggondolta magát, és megszületett a film füttyös nyitánya.

### Pályafutása

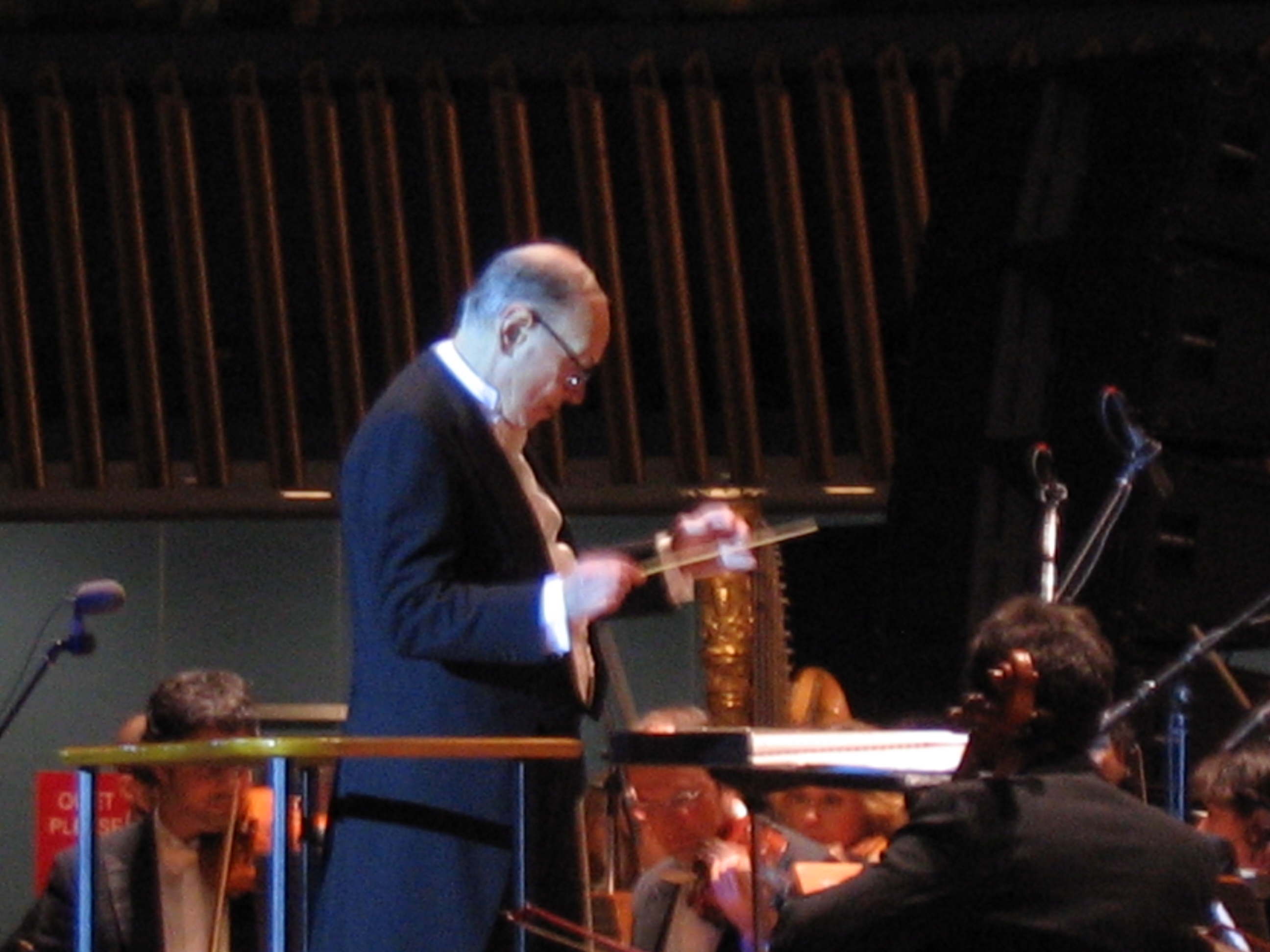
Morricone vezénylés közben (2007)

A Santa Cecilia Konzervatóriumban járt trombita szakra, ezen kívül zeneszerzést, karéneket és kórusvezetést tanult. Eleinte színdarabok zenei rendezőjeként dolgozott; 1955-ben kezdett filmzenéket írni, de komolyzenei pályafutását sem függesztette fel. 1956-ban házasodott meg, felesége Maria Travia lett. Négy gyermekük született (Marco, Alessandra, Andrea és Giovanni).
1964-től dolgozott Sergio Leonéval – e párosítás szerencsésnek bizonyult, és meghozta számára a világhírnevet, közben Bernardo Bertoluccival is dolgozott. A leonei, kicsit méltatlanul spagettiwesternnek nevezett műfajról ma már bizonyára elképzelni sem tudnánk, milyen lehetett volna Morricone zenéi nélkül, amely a műfaj egyik igen fontos, már-már kötelező jellegzetességévé vált. Leone olyan filmjei számára írt zenéket, mint az Egy maréknyi dollárért (1965), vagy a Volt egyszer egy Vadnyugat (1968).
1964–65-ben felkérték, hogy vegyen részt az Új hangzások elnevezésű improvizációs csoport munkájában. Itt más oldaláról is megmutathatta tehetségét. A csoport – amely egyébiránt John Cage hatása alatt állt – célja az volt, hogy kitapasztalja, milyen hangokat lehet kelteni a nem hangszernek készült eszközökkel, s ezeket beleillesszék a zenébe.
A következő westernfilm elkészülése során – Pár dollárral többért Leone ragaszkodott ahhoz, hogy a képet igazítsa a zenéhez, ezért Morriconénak előbb meg kellett komponálnia a zenét, és csak azután kezdtek neki a forgatásnak, ahol a jelenetek felvétele során lemezről játszották a zenét. Ugyanezen technikát alkalmazták később a Volt egyszer egy Amerika című filmnél, hogy a színészekre hasson a drámai zene, így javítva játékukon. Leone több teret engedett filmjei során a zenének, mint más rendező.
Gillo Pontecorvo Az algíri csata című filmjéhez Morriconét kérte fel, azonban szerződésük tartalmazott egy megállapodást, miszerint a rendező és a zeneszerző közösen készítik el a film hangulatának megfelelő zenét. Eleinte nem értették meg egymást, és sorozatos viták alakultak ki, közelgett a filmfesztivál ideje is, és még sehol sem volt a zene. Egyik este Pontecorvo előállt egy négy hangból álló taktussal, amely később a zene alapja lett.
Morricone munka közben nem a zongorajátékot osztotta szét hangszerekre, mint a legtöbb zeneszerző, hanem rögtön partitúrát írt. Módszerei közé tartozott még, hogy zenéinek magvát a film első nézése során, annak hatására még a vetítőteremben felvázolta, és e köré írja meg a többi zenei részletet. Így tett például Az óceánjáró zongorista legendája (Legend of 1900) című film zenéjének megírása során. Bár elismert és neves zeneszerző volt, mégis sokszor bírálták zenéit a kritikusok. A hatvanas és a hetvenes évek során Olaszországban nemigen készült film nélküle. Akik vele dolgoztak, azt állítják, hogy precizitása már szinte matematikai pontosságú, öntudatos, lelkiismeretes művészként a keverőszobában ugyanúgy otthon volt, mint a karmesteri porondon.
1989-ben Brian De Palma rendező csaknem sokkot kapott, amikor meghallotta A háború áldozatai zenéjét. Az ok az volt, hogy hallani sem akart a pánsípok használatáról, nemhogy arról, hogy az egész téma azon alapuljon. Viszont a film alatt mindez rendkívül hatásos volt, ezért a rendező megbékélt a gondolattal.
Mindvégig dolgozott hangversenytermek számára is, ám ezek feledésbe merültek, mivel kevés felvétel készült ezen előadásokról sikeres filmzenéi miatt. Legsikeresebb Az út című műve, melyet trombitára, vonósokra és ütőhangszerekre írt. Ez tartja a legtöbbször előadott hangversenymű rekordját zenéi közül, mivel közel ötvenszer adták elő. Ezen művei is magas művészi és esztétikai szintet képviselnek.
1980 után számos filmes felkérést elutasított. Ennek egyik oka az volt, hogy filmzenéi miatt a többi oldala elhomályosult. Az amerikai felkéréseket viszont nem ezért utasította el, hanem mert általában annyit kapott volna, mint a leggyengébb ottani zeneszerzők, és ezt méltóságon alulinak tartotta. 1986-ban A misszió zenéjének megírása után gázsija azonban az egekbe ugrott, és ő is visszatérhetett a külföldi piacra. Ennek a filmnek a zenéjét először elutasította, aminek oka az volt, hogy túl erősnek találta a képsorokat ahhoz, hogy vele egyenrangú zene születhessen. Végül azonban annyira magával ragadta a film, hogy elvállalta, és hatalmas sikert aratott vele. Oscar-díjra is jelölték, amit végül nem neki ítéltek.
A western műfaján kívül filmdrámákhoz is írt zenét – például ilyen a Mindenki jól van (Stanno tutti bene, 1990) – vagy történelmi filmekhez (Sacco és Vanzetti, Galileo Galilei (1968), vagy kalandfilmekhez, – sorozatokhoz (Maktub, a sivatag törvénye, 1989; A Szahara titka, az Arnold Schwarzenegger főszereplésével készült Vörös Szonja, 1985).
A magyar Koltai Lajos operatőrrel háromszor dolgozott együtt: a Maléna, Az óceánjáró zongorista legendája és a Sorstalanság c. filmek felvételekor, utóbbi zenéjét a Magyar Rádió 22-es stúdiójában vették fel.
Több lemezét is kiadták, köztük olyanokat is,  amelyek filmzenéket tartalmaznak (olyan más előadók előadásában, mint Hugo Montenegro, John Zorn).

### Karmesteri karrierje
A meghatározó filmes karrierje mellett számtalan országban vezényelt időnként zenekarokat nagy sikerrel. Így dolgozott már spanyol, brazil, német, angol, bolgár és magyar zenekarokkal is. Magyar vonatkozásban jelentős, hogy több kontinenst érintő turnéjára a Győri Filharmonikus Zenekart kérte fel kísérőnek. A Kodály Kórus Debrecen 2014-2019 között 12 európai országban több mint 40 alkalommal működött közre Ennio Morricone koncertjein. 

### Magánélete
Morricone családcentrikus és egyszerű ember volt, aki haláláig Olaszországban élt, annak ellenére, hogy a tengerentúlon felajánlottak neki egy minden igényt kielégítő Beverly Hills-i otthont. Feleségét minden fellépésre magával vitte. Fia, Andrea, apját követve szintén zeneszerző lett, amit eleinte ellenzett, mert nem szerette volna, ha fia nem tudna kitörni apja árnyékából. 2020. július 6-án a 91 éves Morricone egy római kórházban hunyt el, miután szerencsétlenül elesett, és combnyaktörést szenvedett.

## Elismerései
Az első Nastro d'Argento díját 1970-ben kapta a Metti, una Sera a Cena, a másodikat pedig mindössze egy évvel később a Sacco és Vanzetti zenéjéért. Az első Oscar-díj-jelölését 1979-ben érte el a Days of Heaven, a többit 1986-ban a A misszió, 1987-ben a The Untouchables és 2001-ben a Maléna című filmekért. 2007-ben Oscar-életműdíjat kapott.
A Metallica heavy metal együttes Morricone A Jó, a Rossz, és a Csúf című filmhez írt „Ecstasy of Gold” című kompozícióját használja bevezetőként koncertjein, 1984 óta. A San Francisco Symphony ugyancsak ezt játszotta a Metallica szimfonikus albumán (S&M). 2003-ban ő szerezte a japán Taiga Dramát, amely Mijamoto Muszasiról, Japán legendás harcosáról szól.

### Díjak és jelölések
(zárójelben a jelölések száma)
- Oscar-díj: (7)

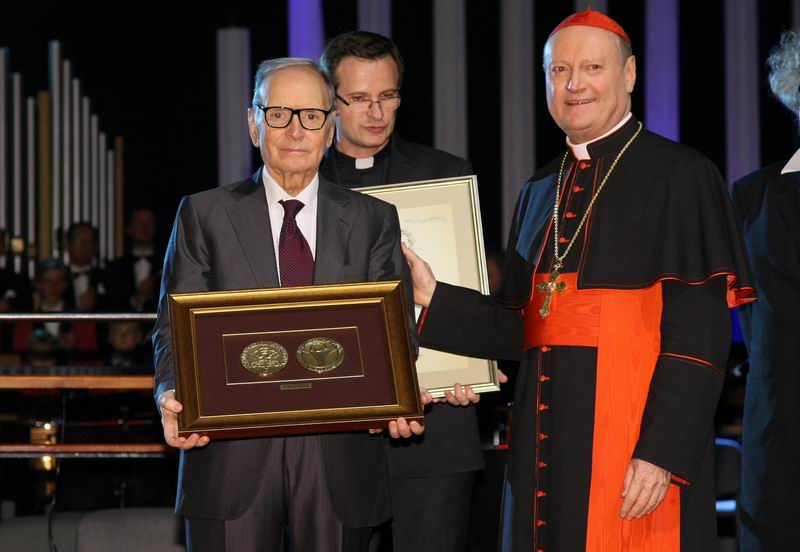
Ennio Morricone megkapja a Per Artem Ad Deum érmet Gianfranco Ravasi érsektől

  - 2016: legjobb eredeti filmzene – Aljas nyolcas (2015)
  - 2007: Oscar-életműdíj
  - 2001: jelölés: legjobb eredeti filmzene – Maléna (2000)
  - 1992: jelölés: Oscar-díj a legjobb eredeti filmzenének – Bugsy (1991)
  - 1988: jelölés: Oscar-díj a legjobb eredeti filmzenének – Aki legyőzte Al Caponét (1987)
  - 1987: jelölés: Oscar-díj a legjobb eredeti filmzenének – A misszió (1986)
  - 1979: jelölés: Oscar-díj a legjobb eredeti filmzenének – Mennyei napok (1978)
- Golden Globe-díj: (9)
  - 2016: díj: Golden Globe-díj a legjobb eredeti filmzenének – Aljas nyolcas (2015)
  - 2000: díj: Golden Globe-díj a legjobb eredeti filmzenének – Az óceánjáró zongorista legendája (1998)
  - 1987: díj: Golden Globe-díj a legjobb eredeti filmzenének – A misszió (1986)
  - 2001: jelölés: Golden Globe-díj a legjobb eredeti filmzenének – Maléna (2000)
  - 1992: jelölés: Golden Globe-díj a legjobb eredeti filmzenének – Bugsy (1991)
  - 1990: jelölés: Golden Globe-díj a legjobb eredeti filmzenének – A háború áldozatai (1989)
  - 1988: jelölés: Golden Globe-díj a legjobb eredeti filmzenének – Aki legyőzte Al Caponét (1987)
  - 1985: jelölés: Golden Globe-díj a legjobb eredeti filmzenének – Volt egyszer egy Amerika (1984)
  - 1982: jelölés: Golden Globe-díj a legjobb eredeti filmbetétdalnak – Lepke (1982)
- BAFTA-díj: (6)
  - 2016: díj: BAFTA-díj a legjobb filmzenének – Aljas nyolcas (2015)
  - 1991: díj: BAFTA-díj a legjobb filmzenének – Cinema Paradiso (1988)
  - 1988: díj: BAFTA-díj a legjobb filmzenének – Aki legyőzte Al Caponét (1987)
  - 1987: díj: BAFTA-díj a legjobb filmzenének – A misszió (1986)
  - 1985: díj: BAFTA-díj a legjobb filmzenének – Volt egyszer egy Amerika (1984)
  - 1980: díj: Anthony Asquith-díj – Mennyei napok (1978)
- César-díj:
  - 2016: jelölés: César-díj a legjobb filmzenének – Aminek jönnie kell (2015)
  - 1982: jelölés: César-díj a legjobb filmzenének – A profi (1981)
  - 1980: jelölés: César-díj a legjobb filmzenének – I, mint Ikarusz (1979)
- Európai Filmdíj: (2)
  - 2013: díj: legjobb filmzene – Senki többet (2013)
  - 1999: díj: Európai Filmdíj – Életműdíj
  - 2005: jelölés: legjobb filmzene – Sorstalanság (2005)
- Ezüst Szalag díj: (18)
  - 2013. díj: legjobb filmzene – Senki többet (2013)
  - 2010. díj: az év Ezüst Szalagja – Baaria (2010)
  - 2007. díj: legjobb filmzene – Az ismeretlen (2006)
  - 2001. díj: legjobb filmzene – Maléna (2000)
  - 2000. díj: legjobb filmzene – Fordított kánon (2000)
  - 1999. díj: legjobb filmzene – Az óceánjáró zongorista legendája (1998)
  - 1988. díj: legjobb filmzene – Aki legyőzte Al Caponét (1987)
  - 1985. díj: legjobb filmzene – Volt egyszer egy Amerika (1984)
  - 1972. díj: legjobb filmzene – Sacco és Vanzetti (1971)
  - 1970. díj: legjobb filmzene – Metti, una sera a cena (1969)
  - 1965. díj: legjobb filmzene – Egy maréknyi dollárért (1964)
  - 2008. jelölés: legjobb filmzene – Szentpétervár démonai (2008)
  - 2004. jelölés: legjobb filmzene – A szívnek lehet parancsolni (2003)
  - 1994. jelölés: legjobb filmzene – Jónás, aki a cethal gyomrában élt (1993)
  - 1989. jelölés: legjobb filmzene – Cinema Paradiso (1989)
  - 1971. jelölés: legjobb filmzene – Metello (1971)
  - 1969. jelölés: legjobb filmzene – Volt egyszer egy Vadnyugat (1969)
  - 1967. jelölés: legjobb filmzene – Madarak és ragadozó madarak (1967)
- David di Donatello-díj: (17)
  - 2013. díj: legjobb filmzene – Senki többet (2013)
  - 2010. díj: legjobb filmzene – Baaria (2010)
  - 2007. díj: legjobb filmzene – Az ismeretlen (2006)
  - 2006. díj: 50th Anniversary David
  - 2000. díj: legjobb filmzene – Fordított kánon (2000)
  - 1999. díj: legjobb filmzene – Az óceánjáró zongorista legendája (1998)
  - 1993. díj: legjobb filmzene – Jónás, aki a cethal gyomrában élt (1993)
  - 1991. díj: legjobb filmzene – Mindenki jól van (1990)
  - 1989. díj: legjobb filmzene – Cinema Paradiso (1988)
  - 1988. díj: legjobb filmzene – Gli occhiali d'oro (1987)
  - 2016. jelölés: legjobb filmzene – La corrispondenza (2016)
  - 2001. jelölés: legjobb filmzene – Maléna (2000)
  - 1996. jelölés: legjobb filmzene – A csillagos ember (1995)
  - 1993. jelölés: legjobb filmzene – Védőőrizet (1993)
  - 1990. jelölés: legjobb dal – Az agglegény (1990)
  - 1981. jelölés: legjobb filmzene – A kaméliás hölgy igaz története (1980)
  - 1981. jelölés: legjobb filmzene – Bianco, rosso e Verdone (1980)
- Grammy-díj: (8)
  - 2014. – díj: Grammy Kurátorok díja
  - 1988. – díj: az év legjobb filmzenei albuma – Aki legyőzte Al Caponét (1987)
  - 2017. – jelölés: legjobb filmzeneszerző – Aljas nyolcas
  - 2017. – jelölés: legjobb vizuális médiára írt album – Aljas nyolcas
  - 1999. – jelölés: legjobb filmzeneszerző – Nyomd a sódert! (1998)
  - 1997. – jelölés: legjobb filmzeneszerző – A csillagos ember (1995)
  - 1995. – jelölés: legjobb filmzeneszerző – Farkas (1994)
  - 1969. – jelölés: legjobb hangszeres téma – A jó, a rossz és a csúf
- Velencei Nemzetközi Filmfesztivál:
  - 1995 – díj: Arany Oroszlán életműdíj
  - 2020 Premio Princesa de Asturias

## Fordítás
- Ez a szócikk részben vagy egészben  az   Ennio Morricone című angol Wikipédia-szócikk fordításán alapul.  Az eredeti cikk szerkesztőit annak laptörténete sorolja fel. Ez a jelzés csupán a megfogalmazás eredetét és a szerzői jogokat jelzi, nem szolgál a cikkben szereplő információk forrásmegjelöléseként.